# Miervaldis Birze
Miervaldis Birze (ur. jako Augusts Miervaldis Bērziņš 21 marca 1921 w Rūjiena, zm. 6 czerwca 2000 w Kiesi) – łotewski nowelista, dramaturg i lekarz.

## Życiorys
Urodził się w rodzinie drobnego urzędnika. W 1939 zaczął studiować medycynę na Uniwersytecie Łotewskim. Jako członek komsomołu, gdzie wstąpił podczas pierwszej okupacji sowieckiej, został aresztowany przez Niemców 18 lipca 1941, razem z ojcem, dawniejszym socjaldemokratą. Przebywał w więzieniu w Valmiera, a także niemieckich obozach koncentracyjnych w Salaspils, Neuengamme i Buchenwald, co odcisnęło piętno na jego późniejszej twórczości. Po wyzwoleniu przebywał krótko w amerykańskiej strefie okupacyjnej, ale powrócił na Łotwę. Studia medyczne ukończył na Łotwie pozostającej znowu pod okupacją sowiecką (1949). Pracował jako lekarz w sanatorium przeciwgruźliczym w Kiesi (Cēsis).

## Twórczość
Do jego najważniejszych dzieł należały:
- Gadijums ar zivīm (pol. Przypadek z rybą, 1953), opowiadanie, debiut ogłoszony w prasie,
- Primie ziedi (pol. Pierwsze kwiaty, 1956), tom nowel, tematyka współczesna,
- Viens ābols (pol. Jedno jabłko, 1956), nowela,
- Visiem rozes dārzā ziedi (pol. W każdym sadzie kwitną róże, 1958), powieść o walce z okupantem niemieckim, Nagroda Państwowa Łotewskiej SRR(inne języki),
- Nelaimigais suns (pol. Nieszczęśliwy pies, 1959), zbiór opowiadań humorystycznych,
- Tā nebija pēdējā diena (pol. To nie był ostatni dzień, 1961), dramat[2].